# Dictyna saepei
Dictyna saepei är en spindelart som beskrevs av Chamberlin och Ivie 1941. Dictyna saepei ingår i släktet Dictyna och familjen kardarspindlar. Inga underarter finns listade i Catalogue of Life.